# Konda (Sprache)
Konda (Koṇḍa, auch Koṇḍa-Dora oder Kūbi) ist eine in Mittelindien verbreitete dravidische Sprache. Sie gehört zum südzentraldravidischen Zweig dieser Sprachfamilie. Konda wird von 56.000 (2001) Angehörigen des gleichnamigen Adivasi-Stammes hauptsächlich im Distrikt Visakhapatnam im Norden des Bundesstaates Andhra Pradesh im Grenzgebiet zu Orissa gesprochen. Viele Konda-Sprecher sind zweisprachig in der regionalen Mehrheitssprache, je nach Gegend Telugu oder Oriya. Der Name Konda stammt aus dem Telugu und bedeutet „Hügel“, die Konda-Sprecher selbst bezeichnen ihre Sprache als Kūbi.

## Phonetik
|            | labial | dental | alveolar | retroflex | velar | glottal |
| ---------- | ------ | ------ | -------- | --------- | ----- | ------- |
| Plosive    | p b    | t d    |          | ṭ ḍ       | k g   | ʔ       |
| Frikative  |        |        | s z      |           |       | (h)     |
| Vibranten  |        |        | R ṟ      |           |       |         |
| Flaps      |        |        | r        | ṛ         |       |         |
| Nasale     | m      |        | n        | ṇ         | ŋ     |         |
| Laterale   |        |        | l        |           |       |         |
| Halbvokale | v      |        | y        |           |       |         |

Im Konda kommen 23 Konsonantenphoneme vor. Plosive (außer dem Glottisschlag ʔ), Frikative und Vibranten werden nach Stimmlosigkeit und Stimmhaftigkeit unterschieden. Eine Besonderheit der Phonologie des Konda ist die Beibehaltung der proto-dravidischen Alveolare. Der Laut ṟ ist ein stimmhafter alveolarer Vibrant und kontrastiert mit dem stimmhaften alveolaren Tap, während R die stimmlose Entsprechung zu ṟ ist. Alle Konsonanten außer ʔ, R, ṇ und ŋ können im Anlaut vorkommen. Konsonantencluster sind am Wortanfang sehr selten, kommen aber im Inlaut öfter vor.
|             | vorne | vorne | zentral | zentral | hinten | hinten |
| kurz        | lang  | kurz  | lang    | kurz    | lang   |        |
| ----------- | ----- | ----- | ------- | ------- | ------ | ------ |
| geschlossen | i     | ī     |         |         | u      | ū      |
| mittel      | e     | ē     |         |         | o      | ō      |
| offen       |       |       | a       | ā       |        |        |

Konda kennt zehn vokalische Phoneme, jeweils fünf lange und fünf kurze. Die Vokallänge ist distinktiv, wird aber nur in der ersten Silbe unterschieden. Wenn die erste Silbe lang ist, wird sie betont, anderenfalls liegt die Betonung auf der zweiten Silbe. Auslautendes u ist meist nicht morphemisch und wird reduziert gesprochen.

## Nomina
Bei den Nomina unterscheidet Konda zwischen zwei Genera, maskulinum und nicht-maskulinum. Das grammatikalische Geschlecht entspricht dabei dem natürlichen Geschlecht, d. h. männliche Personen sind Maskulina, während weibliche Personen und Nichtpersonen Nicht-Maskulina sind. Konda kennt zwei Numeri, Singular und Plural. Der Plural wird durch Anfügung eines der Pluralsuffixe -ku, -k, -sku, -ŋu oder -ŋ bei Nicht-Maskulina und -r bei Maskulina gebildet. Die Wahl des Suffixes folgt danach bestimmten lautlichen Kriterien. Bisweilen wird der Stammauslaut dabei verändert (z. B. rāzu „König“, rās-ku „Könige“).
Konda kennt fünf Kasus: Nominativ, Obliquus-Genitiv, Akkusativ-Dativ, Instrumental-Ablativ uns Lokativ. Der Nominativ ist unmarkiert (z. B. veyu „der Mund“), durch Anfüngung von Suffixen an den Obliquus-Stamm (veyudi „des Mundes“) werden die übrigen Kasus (z. B. veyudiŋ „den Mund“) gebildet.
Die Personalpronomina lauten im Singular nān(u) „ich“ und nīn(u) „du“. Im Plural wird zwischen inklusivem und exklusivem Wir unterschieden: māp(u) „wir (ohne dich)“ und māṭ(u) „wir (mit dir)“. Das Personalpronomen für „ihr“ lautet mīr(u).
Die Zahlwörter von 1 bis 7 lauten: 1 unṟi, 2 ruṇḍi, 3 mūnṟi, 4 nālgi, 5 aydu, 6 āru, 7 ēṛu. Die übrigen Zahlwörter sind entlehnt.

## Verben
Vom Verb werden im Konda finite und infinite Formen gebildet. Das Verb bildet neun finite Kategorien: Affirmativ der Vergangenheit, Affirmativ der Nicht-Vergangenheit, Negativ der Vergangenheit, Negativ der Nicht-Vergangenheit, Durativ, Imperativ, Prohibitiv (negativer Imperativ), Desiderativ und Obligativ. Affirmativ und Negativ der Vergangenheit und Nicht-Vergangenheit haben temporale Bedeutung, der Durativ aspektuelle und der Rest modale. Die Verbform wird gebildet aus dem Stamm, einem Suffix, das Tempus bzw. Modus anzeigt (beim Affirmativ der Vergangenheit etwa -t), und einem Personalsuffix. Als Beispiel ist der Affirmativ der Vergangenheit für das Verb ki („machen“) angegeben:
|                | Singular | Plural           |
| -------------- | -------- | ---------------- |
| 1.             | kita     | kitap (exklusiv) |
| 1.             | kita     | kitaṭ (inklusiv) |
| 2.             | kiti     | kitider          |
| 3. mask.       | kitan    | kitar            |
| 3. nicht-mask. | kitad    | kite             |

Der Durativ bezeichnet eine andauernde Handlung der Vergangenheit oder Nicht-Vergangenheit und wird mit einem der Suffixe -zin, -sin oder -in gebildet (z. B. kizinan „er ist am Machen“). Der Negativ bezeichnet eine verneinte Verbform. In der Nicht-Vergangenheit wird er durch den Negativmarker -ʔ und die negativen Personalsuffixe, die sich etwas von den des Affirmativs unterscheiden (z. B. kiʔen „er macht nicht“). Der Negativ der Vergangenheit wird durch Kombination des Negativmarkers und des Suffixes -t für die Vergangenheit gebildet (z. B. kiʔetan „er machte nicht“). Der Imperativ wird durch das Suffix -ʔa in der 2. Person Singular und -du, -ḍu, -ṟu, -u oder -tu in der 2. Person Plural gebildet (z. B. kiʔa „mache!“, kidu „macht!“). Der Prohitiv ist ein negativer Imperativ und wird durch die Suffixe -ma und -maṭ ausgedrückt (z. B. kima „mache nicht!“, kimaṭ „macht nicht!“).

## Dialekte
Konda verfügt als Sprache der illiteraten Stammesbevölkerung über keine Schrifttradition und demnach auch über keine Standardvariante. Die Sprache zerfällt daher in mehrere lokale Dialekte. Die wichtigste Isoglosse verläuft zwischen dem östlichen Guri-Dialekt (Gūṛi) und den übrigen Dialekten im Westen. Die Guri-Sprecher und die Sprecher der anderen Dialekte sind räumlich über 80 Kilometer voneinander getrennt und haben kaum Kontakt untereinander. Eine gegenseitige Verständlichkeit der Dialekte ist nur unter Schwierigkeiten gegeben, die Dialekte ähneln sich aber noch genug, dass von einer gemeinsamen Sprache die Rede sein kann. Die Unterschiede zwischen den Dialektvarianten werden an folgenden Wortgleichungen deutlich:
| Nr. | Bedeutung             | Guri-Dialekt | Übrige Dialekte |
| --- | --------------------- | ------------ | --------------- |
| 1.  | Hügel                 | goṟo         | goṟon, gṟōnu    |
| 2.  | Baum                  | maṛa         | maran, mrānu    |
| 3.  | Ochse                 | saṛa, saṛanu | ṛānu            |
| 4.  | brennendes Kohlestück | tiṛimbu      | ṛīmbu           |
| 5.  | Tochter               | makasi       | gālu, gāṛu      |
| 6.  | zwei Männer           | riveṛ        | riʔer           |
| 7.  | drei Männer           | muveṛ        | muʔer           |
| 8.  | iss!                  | unu          | uṇʔa            |
| 9.  | Auge                  | kanu         | kaṇu, kaṇka     |
| 10. | Getreidekorb          | sēṟi         | sēRi            |
| 11. | aufgehängtes Netz     | uṟi          | uRi             |
| 12. | Schwein               | paṟi         | panṟi           |
| 13. | er                    | vāṟ          | vānṟu           |

Wie an den Beispielen sichtbar wird, sind im Guri-Dialekt die Anfangssilben der Wörter erhalten, während sie in den anderen Dialekten zum Teil der Vokal gekürzt wurde (Beispiele 1–2) oder die Silbe ganz geschwunden ist (3–5). Auch behält der Guri-Dialekt ursprüngliches v, das in den westlichen Dialekten zu ʔ geworden ist (6–8). Dagegen sind im Guri-Dialekt das retroflexe ṇ mit dem alveolaren n (8–9) ebenso wie die Lautfolgen nr und R (10–13) zusammengefallen, während die übrigen Dialekte die Unterscheidung wahren.